# Casa Calvet
La casa Calvet est un bâtiment construit à Barcelone par l'architecte catalan Antoni Gaudí.

## Historique
Le bâtiment est à première vue un style assez classique, mais comporte tout de même la signature de son créateur. Commandé par la veuve de Pere Màrtir Calvet, il devait avoir pour fonction d’être un immeuble d’habitation comprenant des appartements, dont l’un pour le propriétaire, ainsi qu'un rez-de-chaussée et une cave réservés à un usage commercial. Gaudí devait intégrer le bâtiment dans une rangée continue d’immeubles existants. 
La construction de la casa commença en 1898 sur la rue Casp à Barcelone. Gaudí dut faire face à quelques obstacles lors de la réalisation de son projet. Par exemple, des religieuses occupant un bâtiment voisin s’opposèrent au projet, mais Gaudí construisit un mur-écran dans la cour intérieure du bâtiment, bloquant les regards indiscrets tout en laissant passer la lumière. Il entra également en conflit avec les autorités à propos de deux éléments de corniche qui dépassaient la hauteur maximale autorisée ; mais l'architecte resta inflexible sur ce point et le projet ne fut pas modifié.
Ce projet est le premier de Gaudí qui s'insère dans d'autres bâtiments mitoyens, sur un terrain d'une superficie de 636 mètres carrés. À ce stade de sa carrière, l'architecte délaisse le style médiéval (comme pour la Casa Botines) au profit du style baroque.
En 1929, la maison est vendue à Joan Boyer, et la famille en est toujours propriétaire. Un restaurant occupe une partie du rez-de-chaussée.

## Caractéristiques
Le style du bâtiment est une interprétation personnelle par Gaudi des mouvements historiques roman, mudéjar, gothique et baroque tout en incorporant une sensibilité moderniste[réf. nécessaire]. Le bâtiment comporte quatre étages et des cours intérieures. On y remarque aussi une symétrie et un rythme. Sur la façade avant, Gaudí est arrivé à inscrire des éléments d’originalité pour empêcher une continuité trop importante ou une monotonie. Par exemple trois têtes de martyrs ayant un regard plongeant vers la rue ou un dispositif très visible de poulie pour le soulèvement de meubles à l’intérieur des logements. La maison comprend aussi plusieurs balcons aux balustrades de fer forgé en forme de trèfle. Ces balcons ne sont pas tous de la même taille : ceux qui occupent le centre sont plus grands et plus arrondis que les balcons latéraux. Ces balcons viennent aussi donner un volume à la façade, contrastant avec celles des bâtiments adjacents qui sont plutôt lisses et dépouillées. De plus, un gigantesque encorbellement encadre l’entrée principale. Le revêtement extérieur en pierres de taille brutes a été choisi pour venir, encore une fois, éviter une apparence trop formelle et régulière.
La façade est percée de cinq portes, chacune encadrée de colonnes de pierre dont le motif ressemble à une bobine de fil, rappelant ainsi la vocation textile du quartier. La porte principale donne accès aux appartements, tandis que les portes latérales ouvraient sur les magasins et les entrepôts.
La façade arrière du bâtiment est totalement différente. On y retrouve deux rangées de galeries vitrées. Chacune de celles-ci possède six fenêtres fermées par deux battants. De chaque côté de ces deux rangées, on retrouve des balcons. Le revêtement est également différent, en pierre lisse beige et brique rouge.
La structure portante du bâtiment est traditionnelle. Les murs extérieurs et les cloisons en briques servent de murs porteurs. Les plafonds des espaces commerciaux reposent sur de longues poutres métalliques tandis que les plafonds des appartements sont faits de petites voûtes en briques posées sur des poutrelles en fer recouvertes de caissons de bois.
Gaudí a aussi intégré des éléments décoratifs associés aux occupants. Un des martyrs sous la corniche est saint Pierre, une allusion au prénom du défunt mari de la propriétaire (Pere, c'est-à-dire Pierre en catalan), tandis que les deux autres martyrs sont les patrons de San Genis de Vilassar, lieu de naissance de Calvet (saint Geniès d'Arles et saint Geniès de Rome). Au premier étage, qui est l’étage où loge le propriétaire, on peut voir des motifs de champignon, car Calvet était un mycologue passionné. Un autre détail intéressant est la forme du heurtoir de porte, en effet, celui-ci est en forme de pou. Le marteau vient donc cogner celui-ci qui est une représentation du mal et du péché. Sur les pignons qui surplombent la façade, la date 1899 (date de la fin des travaux) est sculptée dans la pierre. Les pignons sont couronnés par une croix en fer.
Pour l’aménagement intérieur, l’architecte a pris comme référence, pour les plans des logements, le plan de développement de Barcelone « L’Eixample » rédigé par l’ingénieur Ildefons Cerdà en 1859. Les logements sont des quadrilatères aux angles émoussés, tous de mêmes dimensions. Les pièces pour les occupations diurnes et nocturnes sont disposées sur les deux façades principales et les pièces utilitaires sont au centre près des escaliers. À l’intérieur du bâtiment, ces derniers entourent la cage d'ascenseur et possèdent des garde-corps en fer laminé qui sont organisés de façon à former une série de cercles concentriques qui s’interpénètrent deux à deux. On retrouve aussi plusieurs éléments de contrastes et d’originalités. Par exemple, dans la cage d’escalier, du carrelage coloré aux motifs recherchés vient faire un contraste et apporter du mouvement au restant du mur qui est recouvert de brique beige.  De plus, la maison est meublée par plusieurs éléments de mobilier aux formes organiques, allures et détails révélant le style de Gaudí qui les a créés. Les meubles en chêne sont assemblés avec des mortaises, sans clous ou vis.
Conçu pour une famille aisée, l'intérieur est composé d'un grand nombre de matériaux et d'éléments : panneaux de céramique, miroirs, mobilier de chêne, colonnes en granit, balustrade en fer forgé, poignées et judas en laiton, murs en stuc, etc.

## Prix
En juin 1900, la mairie de Barcelone décerne à l'immeuble le premier prix pour son architecture parmi tous les immeubles construits cette année-là. La municipalité lui a décerné celui-ci en raison de sa qualité, son originalité, sa fonctionnalité et sa modernité.

## Galerie

### Extérieur

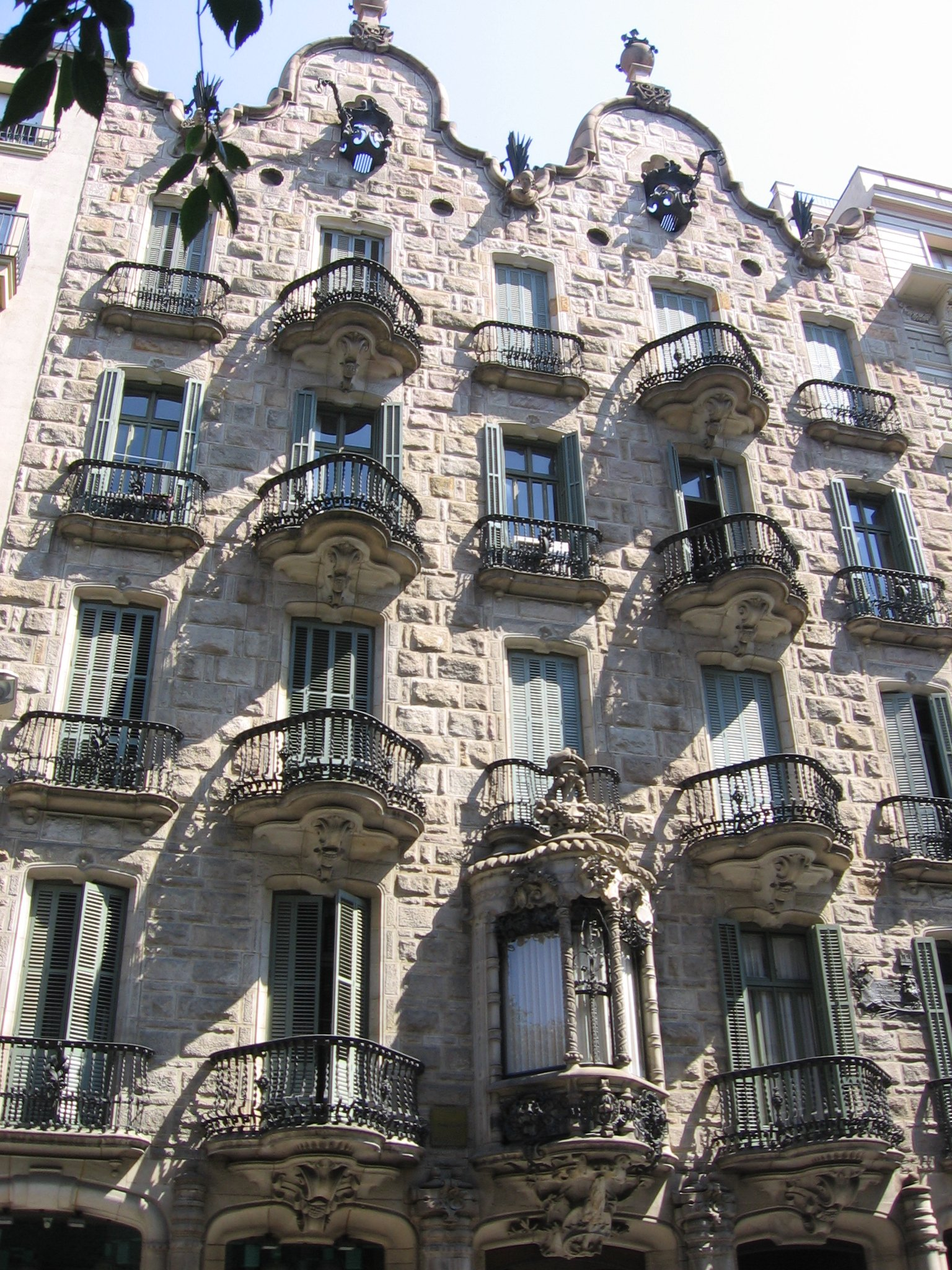
Vue de la façade.
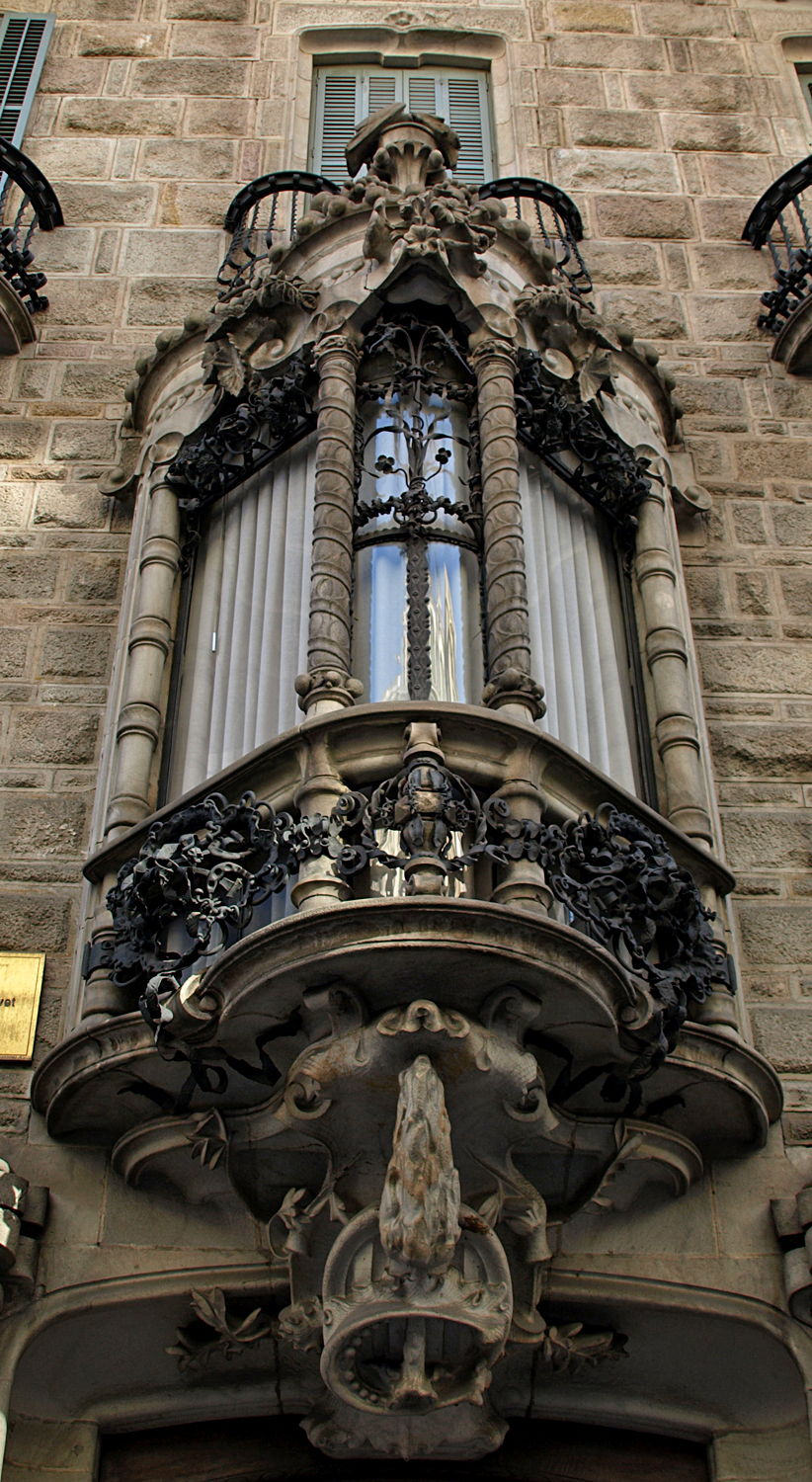
L’oriel au-dessus de l'entrée principale.
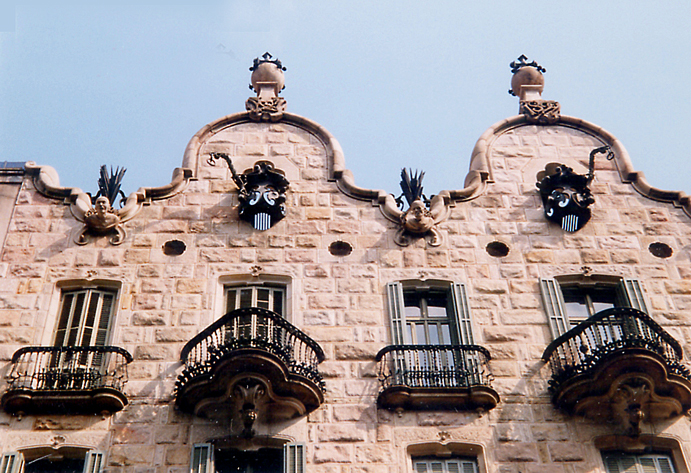
Les deux pignons de la corniche.
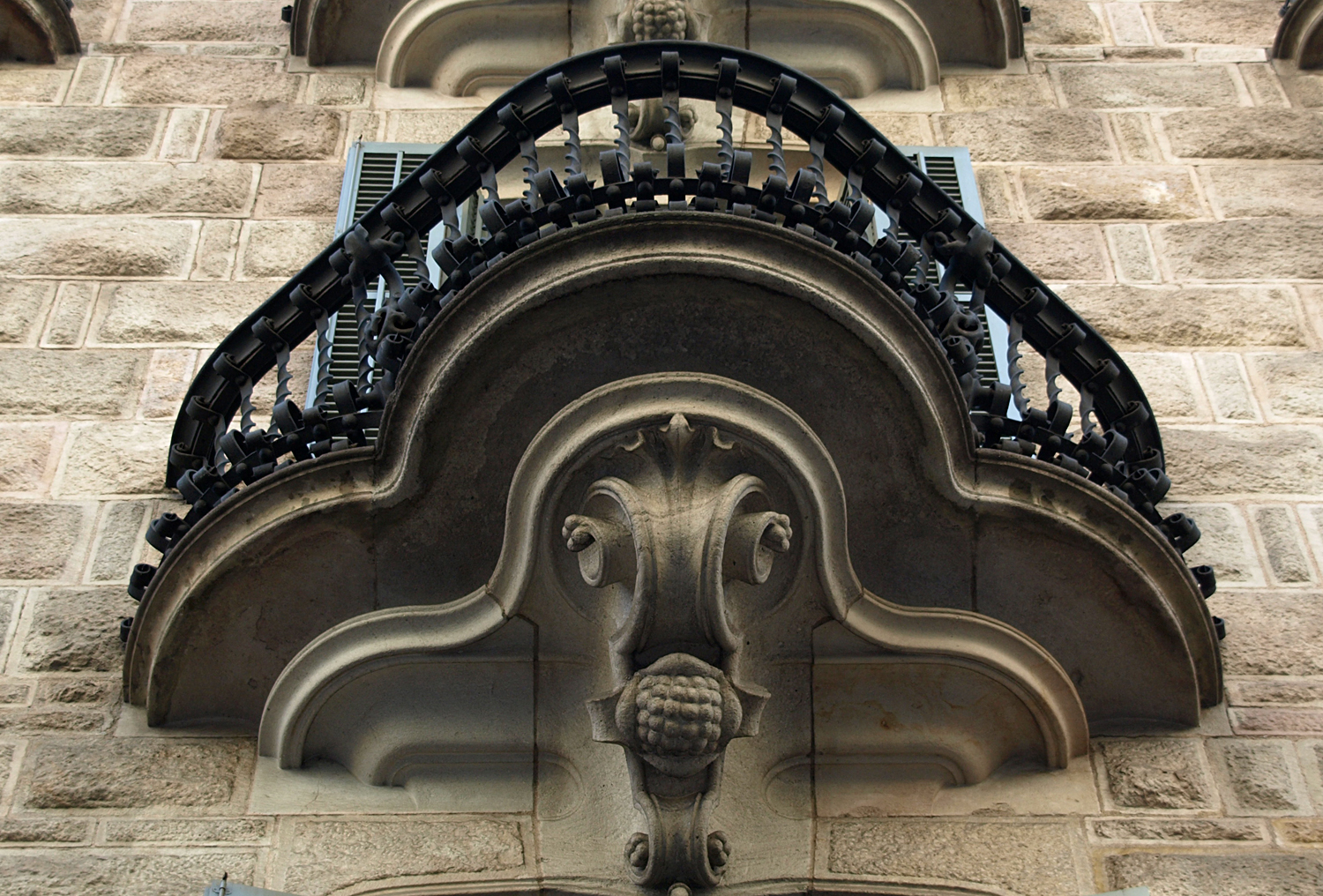
Une balustrade.
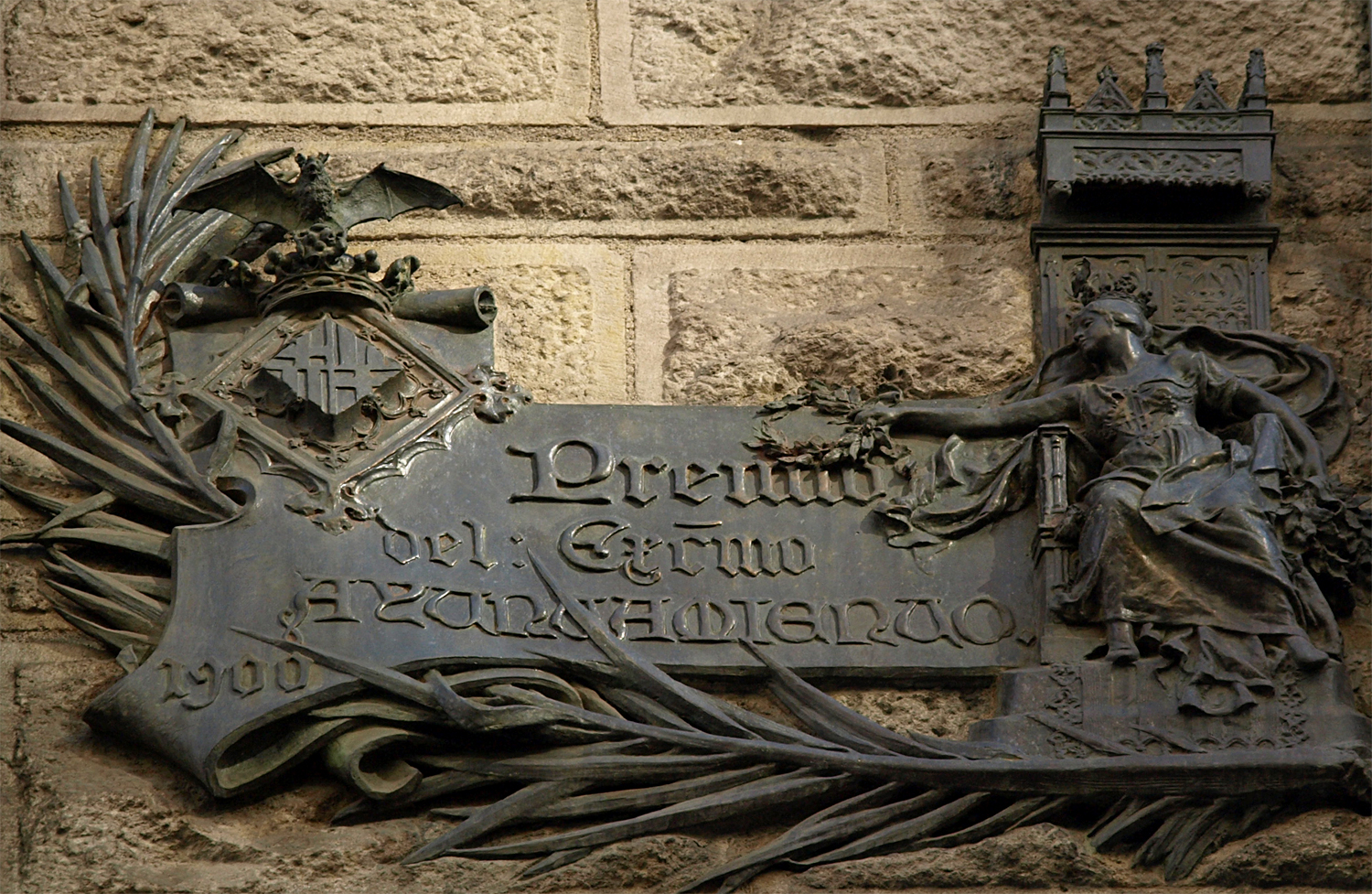
Le prix de la mairie décerné à l'immeuble en 1900.
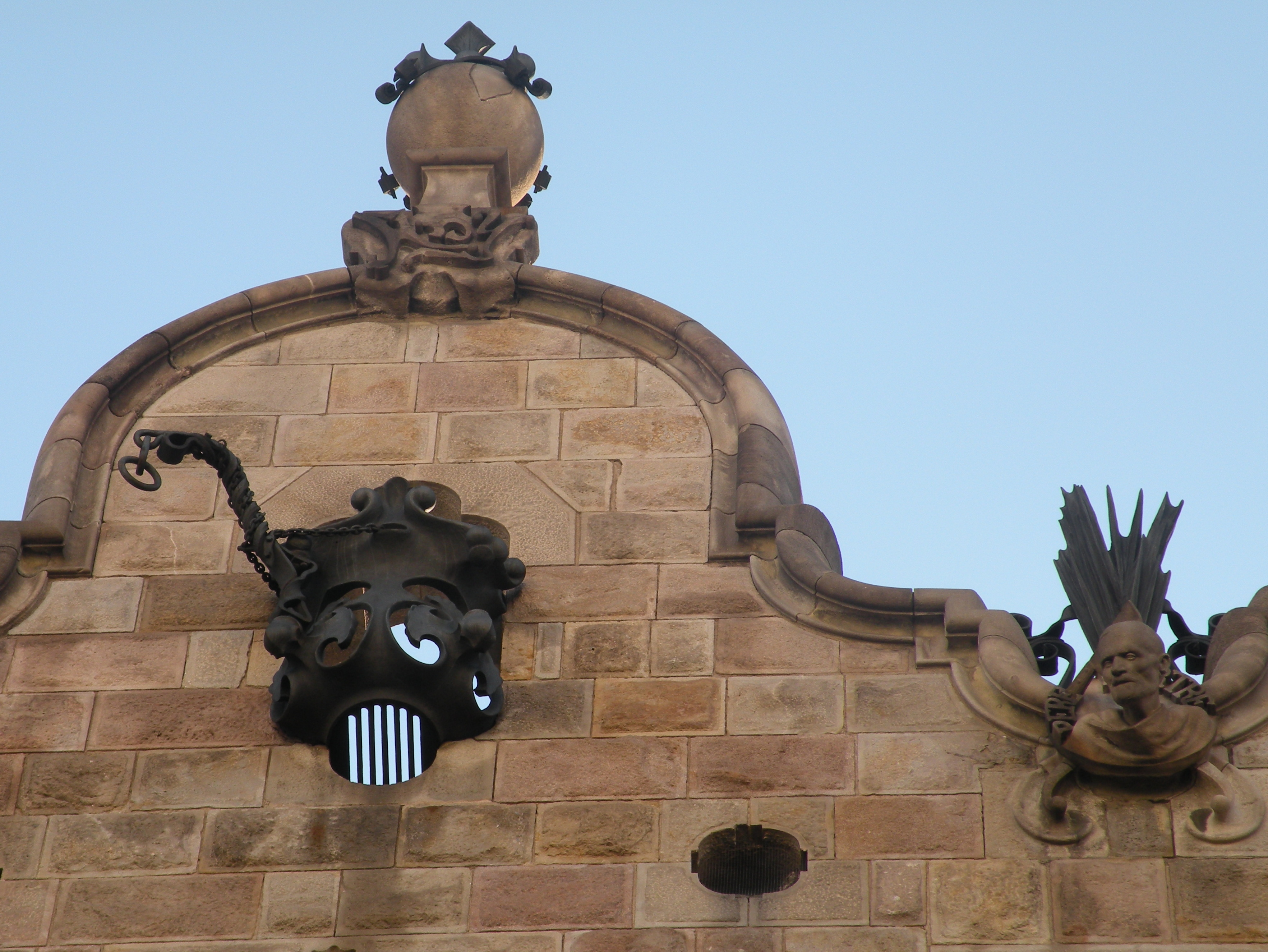
Un des pignons.
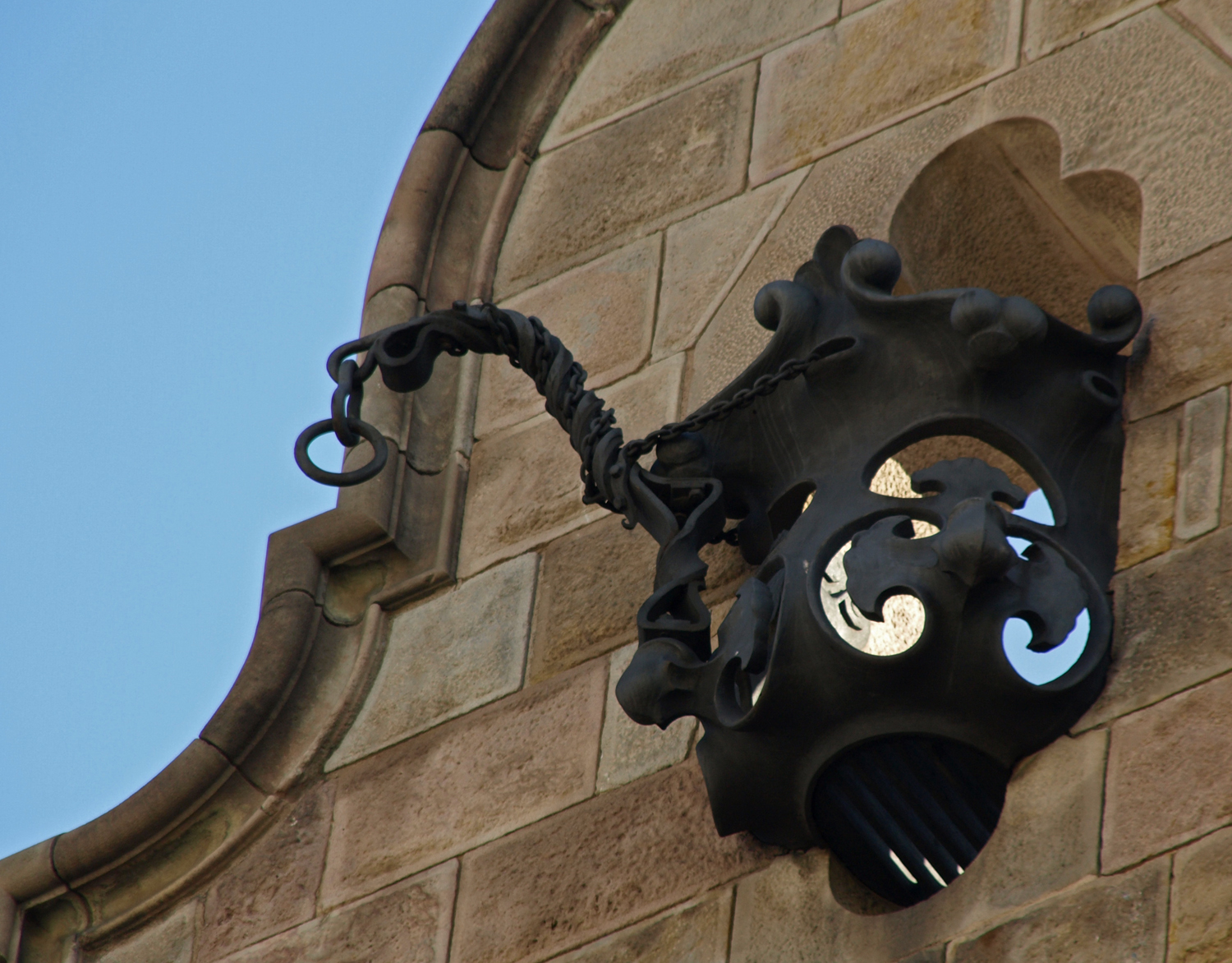
Le crochet pour permettre de soulever les meubles vers les appartements.
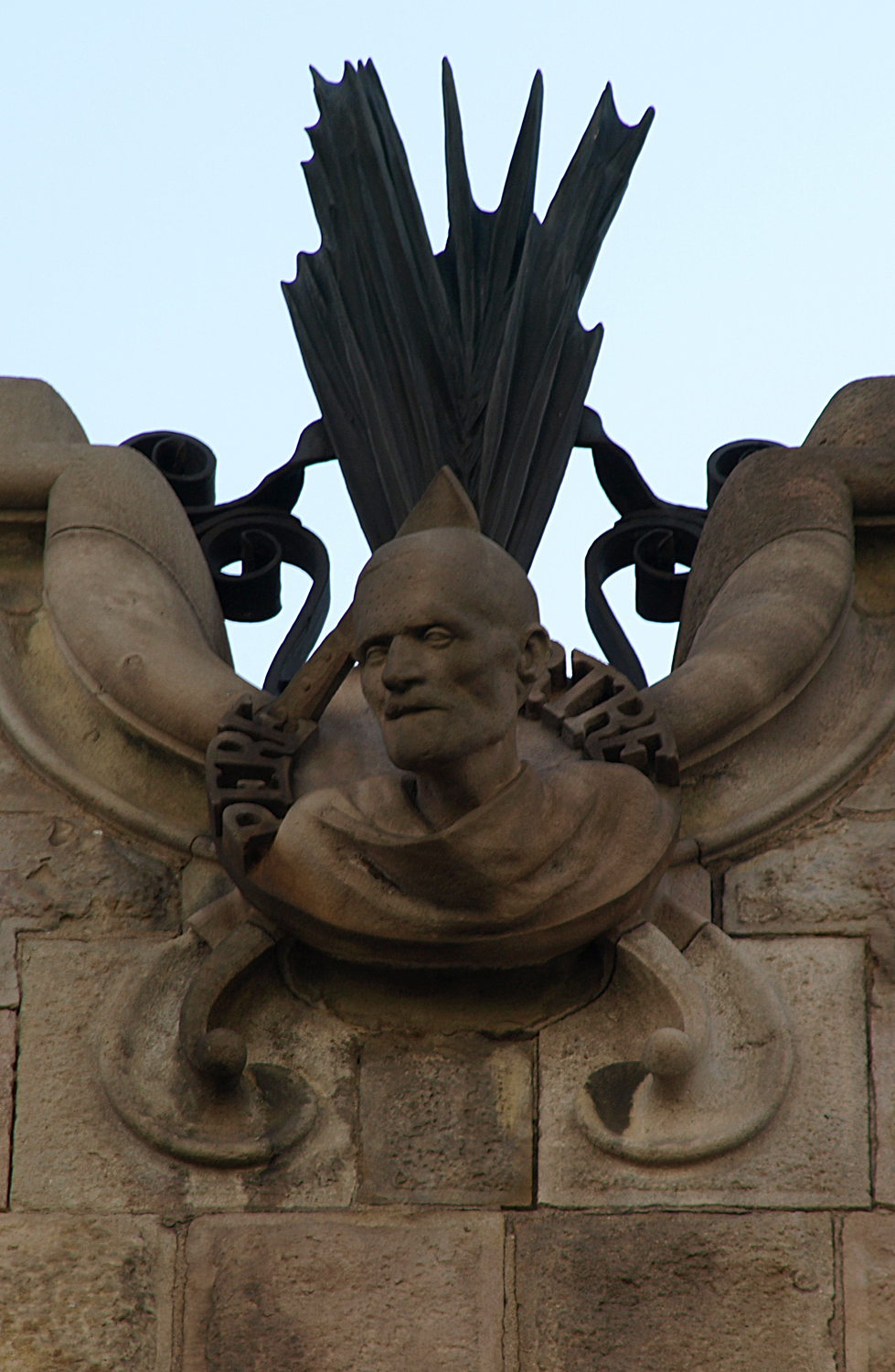
Saint Pierre.
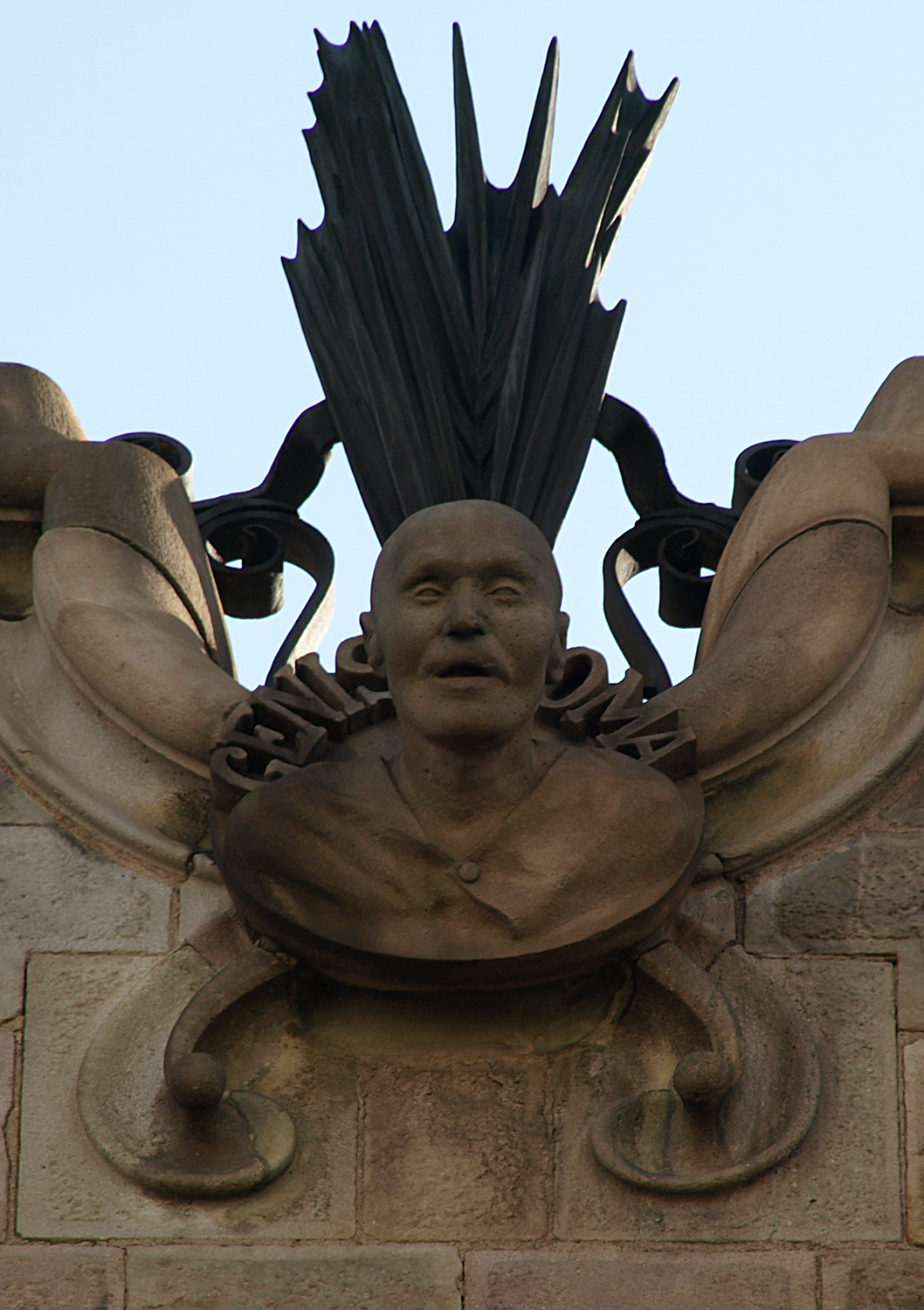
Saint Geniès de Rome.
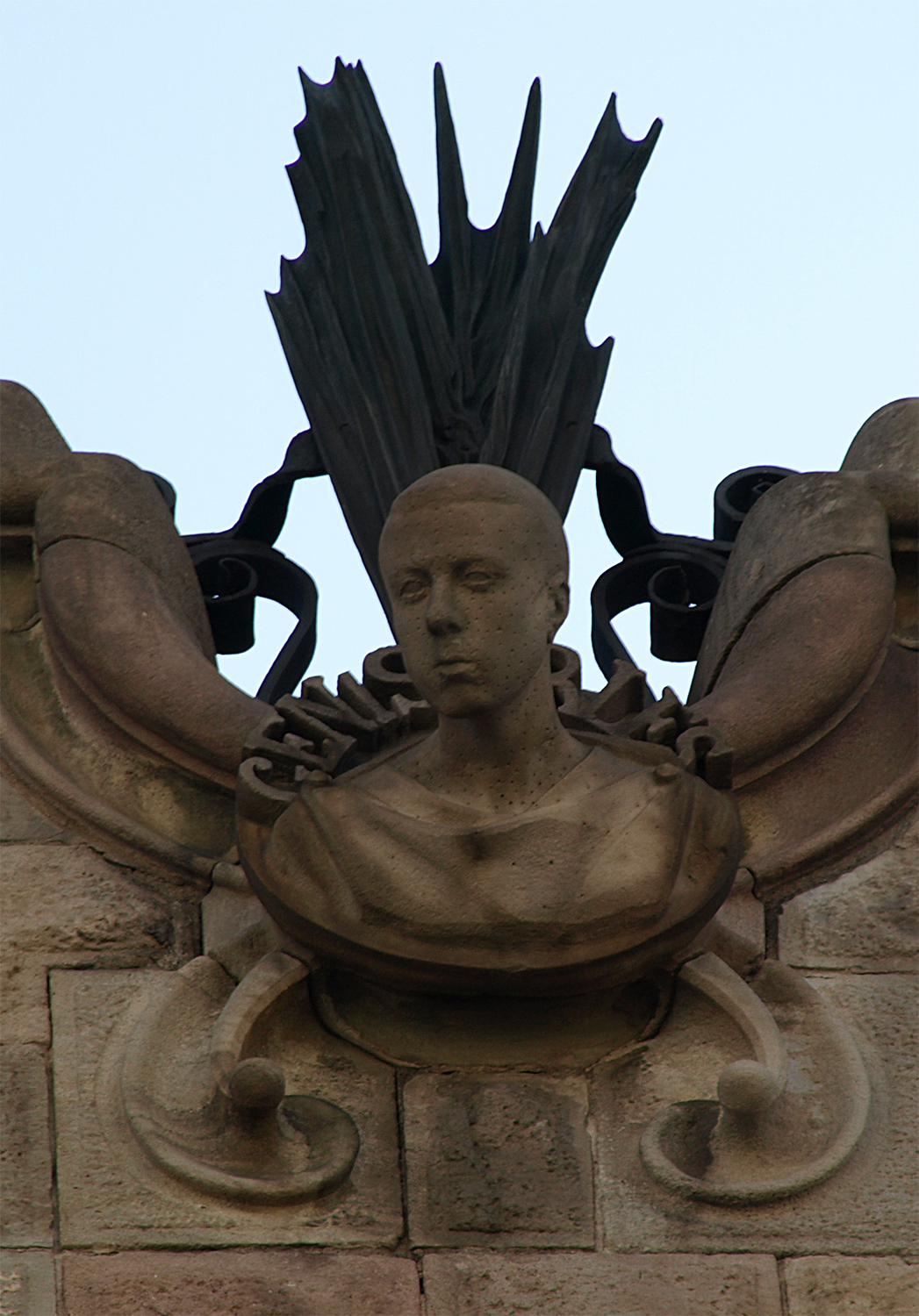
Saint Geniès d'Arles.

### Intérieur

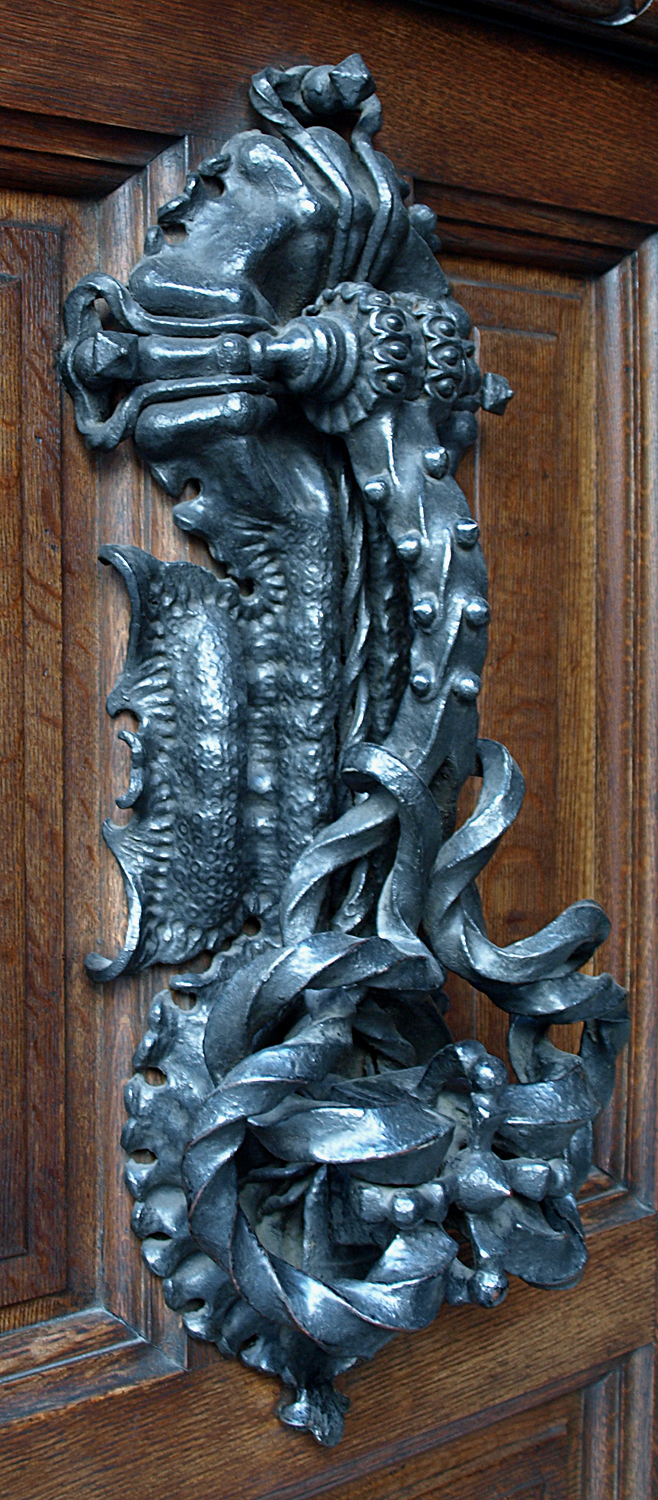
Heurtoir de porte.
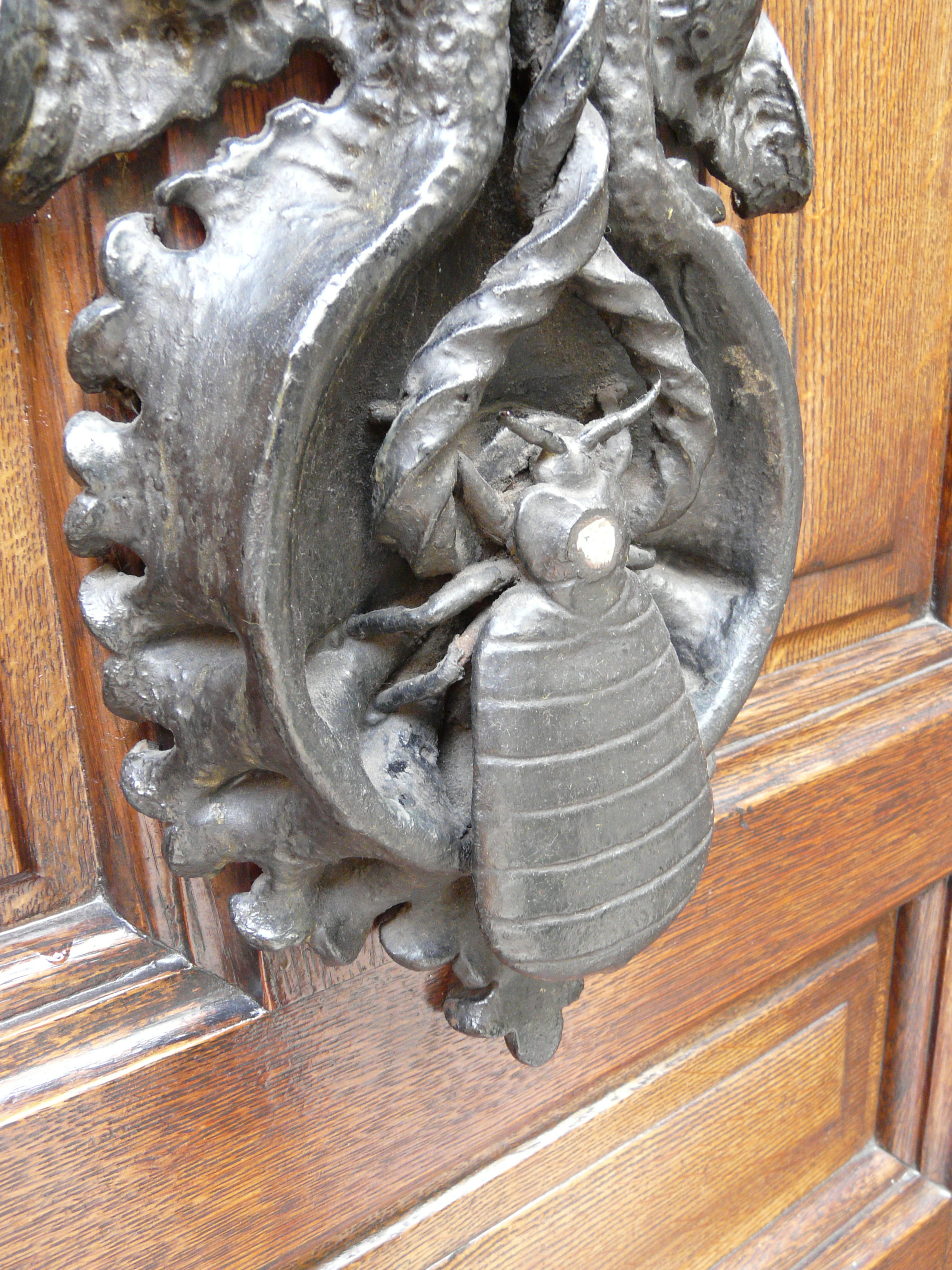
Autre heurtoir en forme de pou.
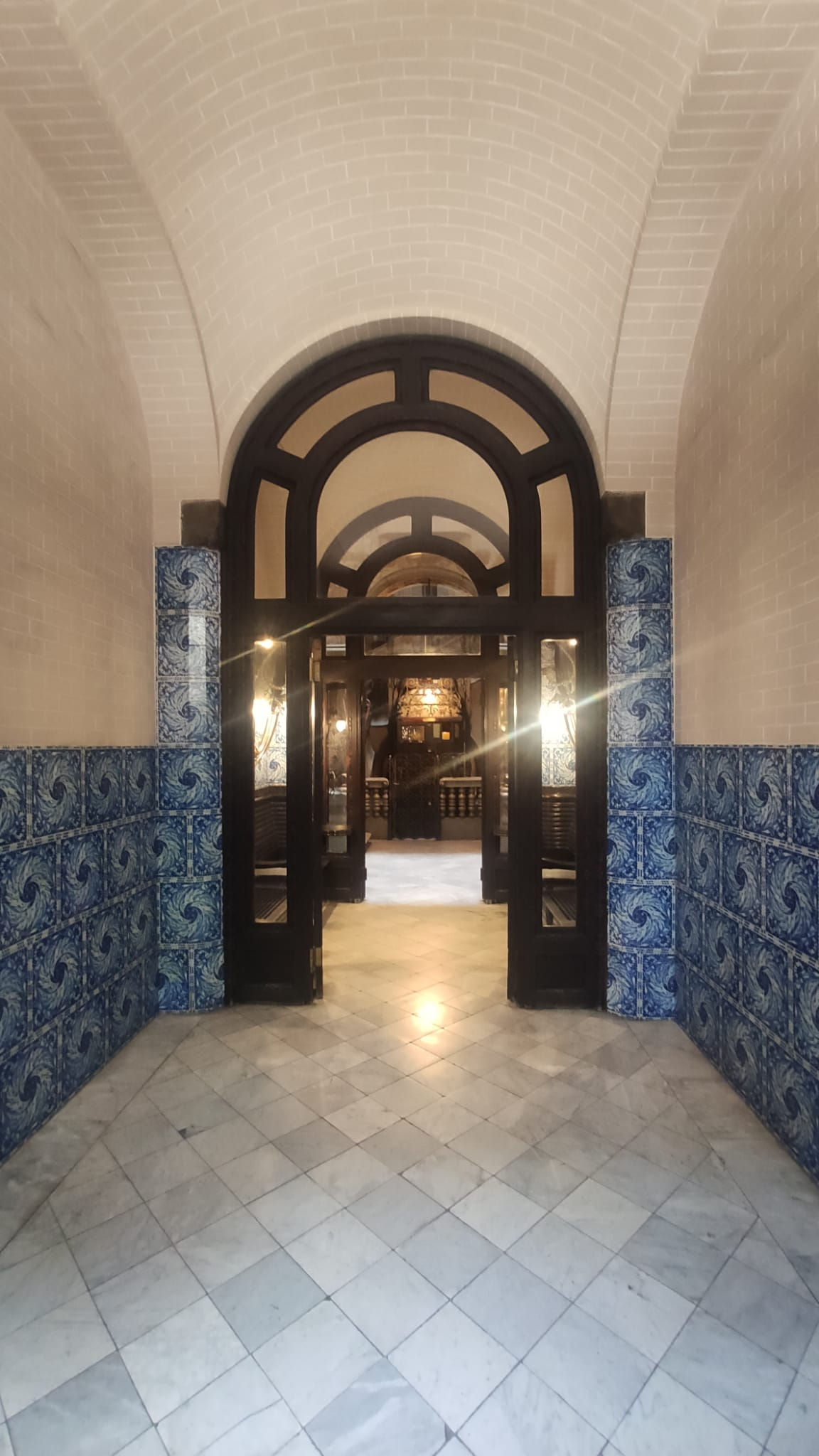
Vue du premier hall et de l'ascenseur en fond
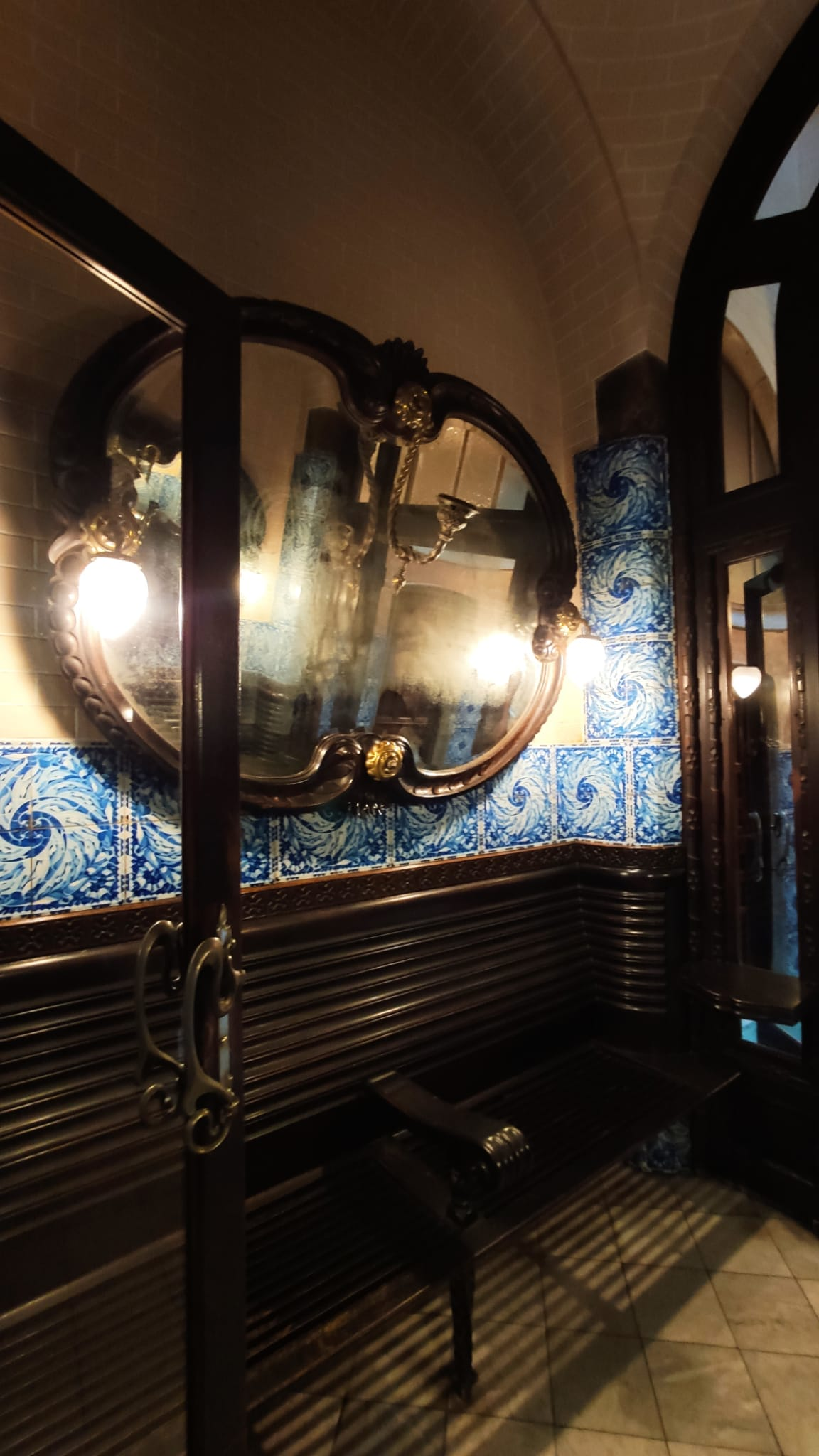
Miroir dans le second hall
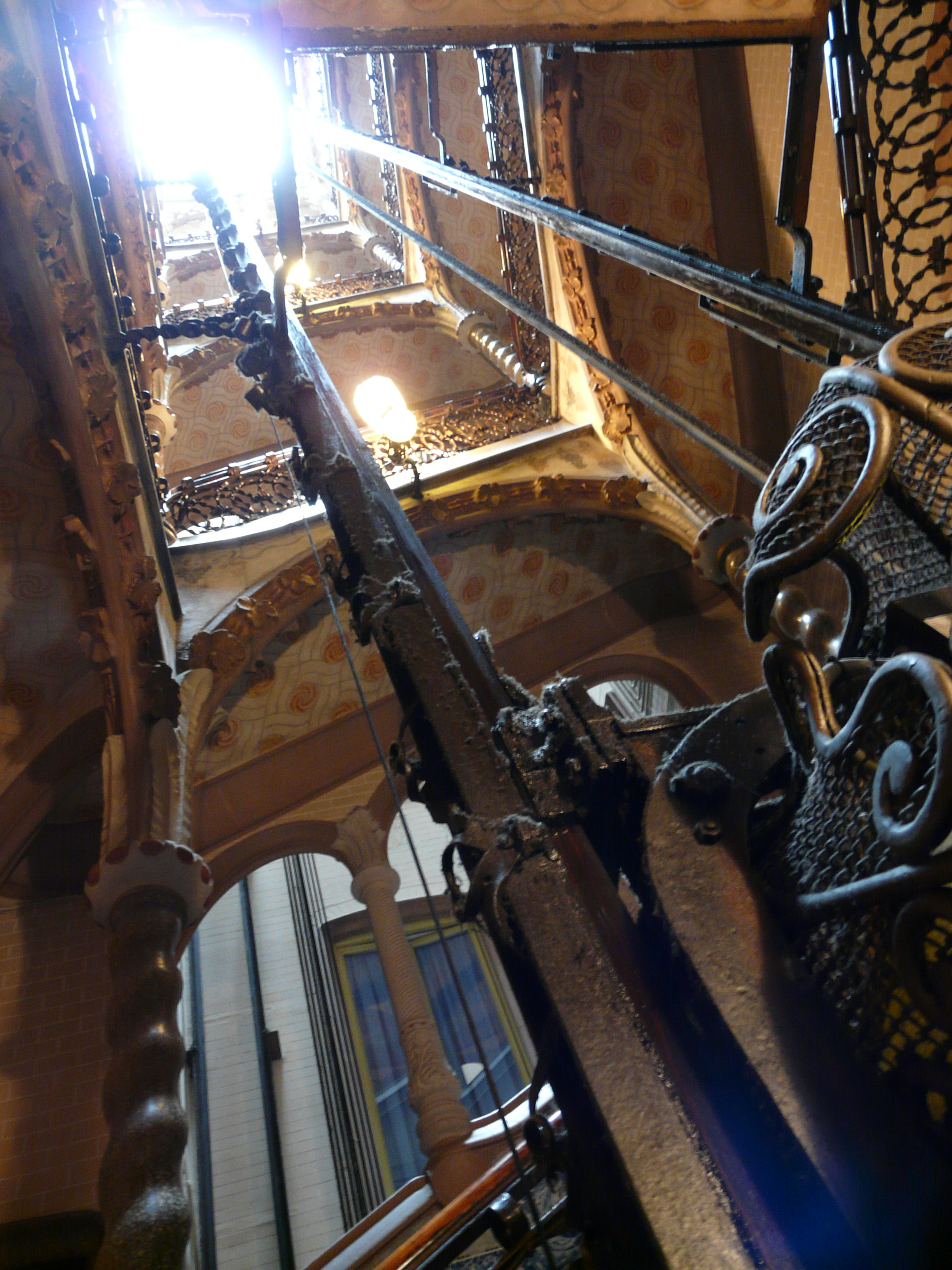
La cage d'escalier.
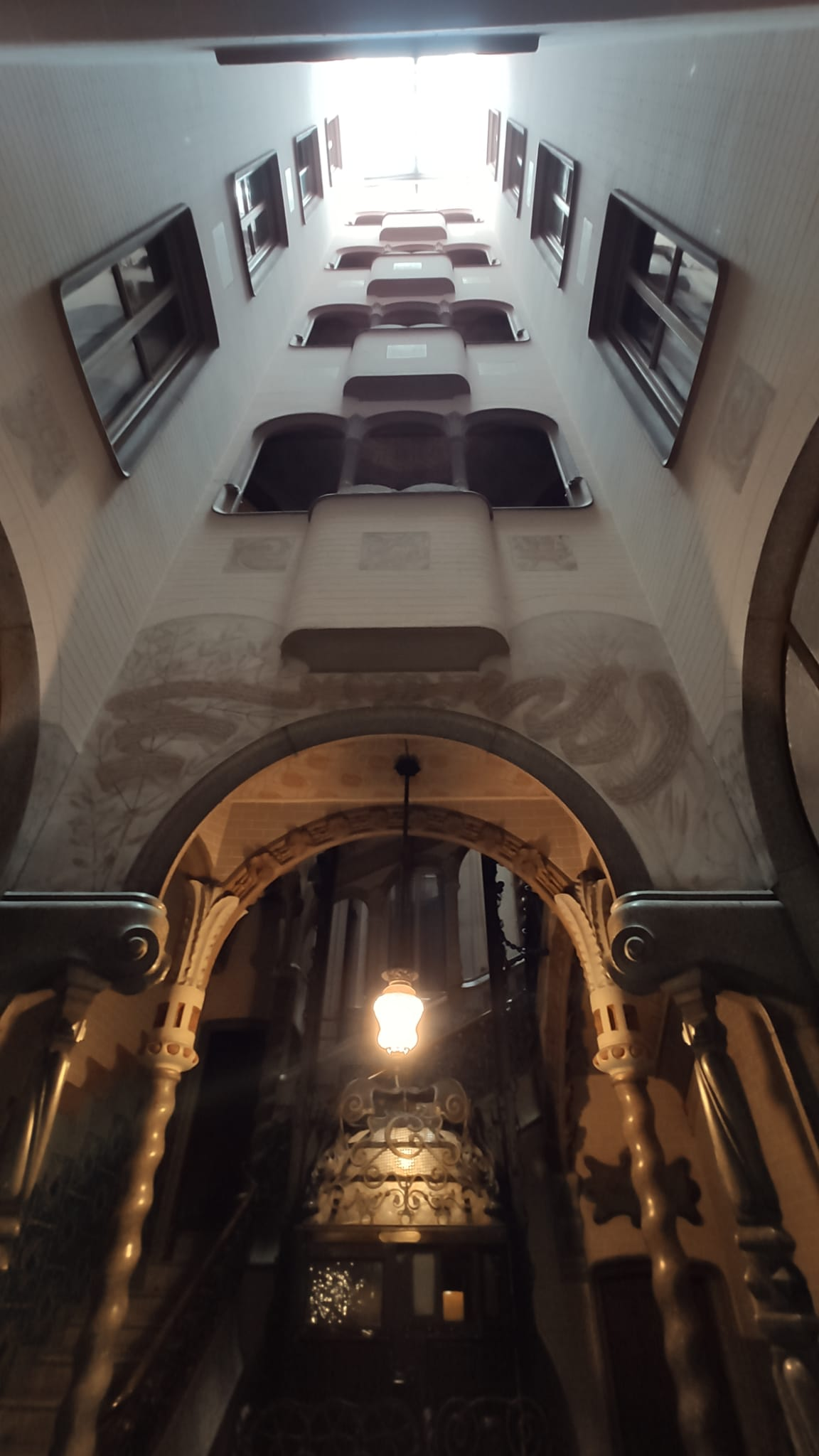
Autre vue du hall d'entrée avec l'ascenseur
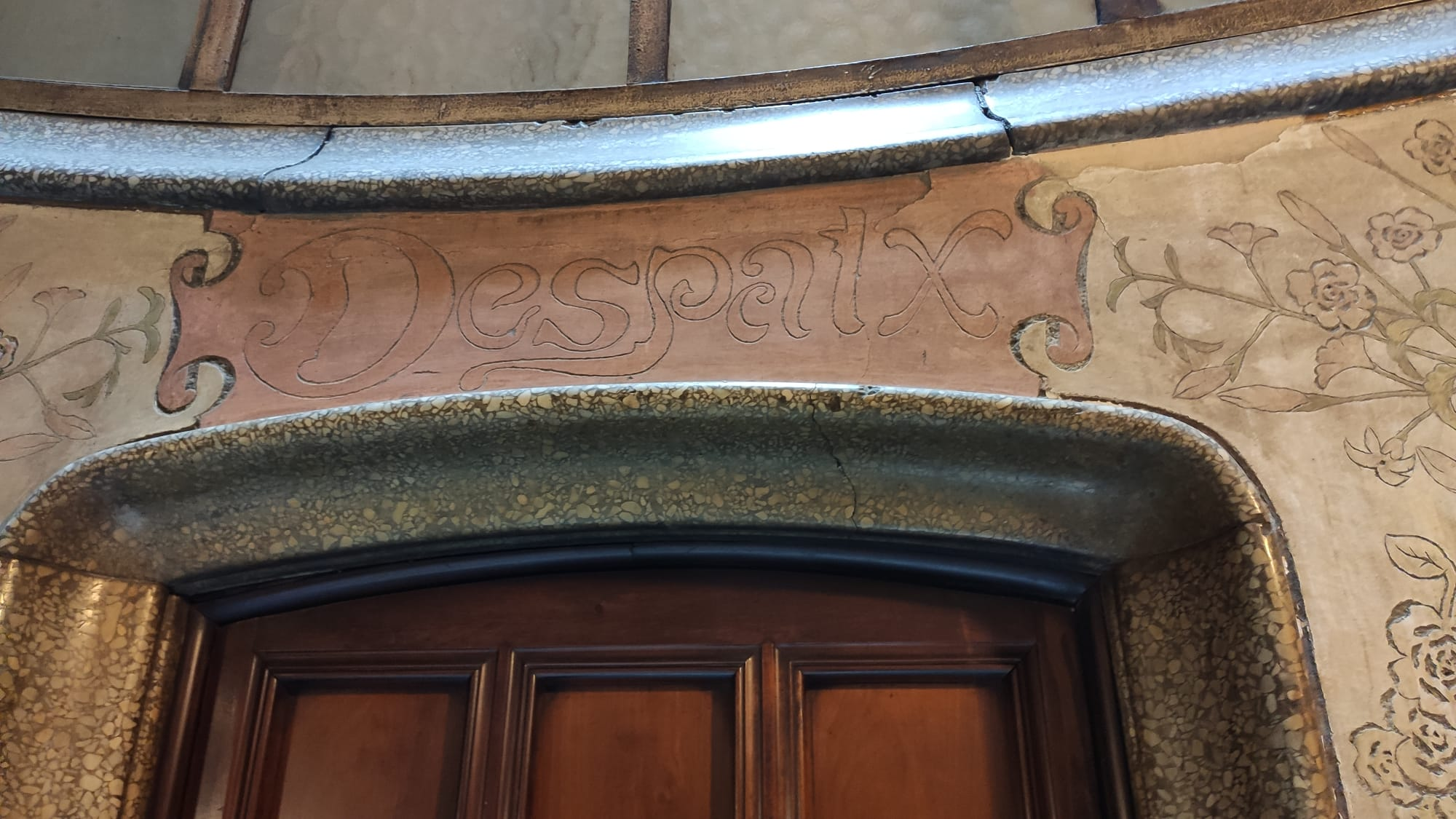
Ecriture caligraphiée dans le second hall
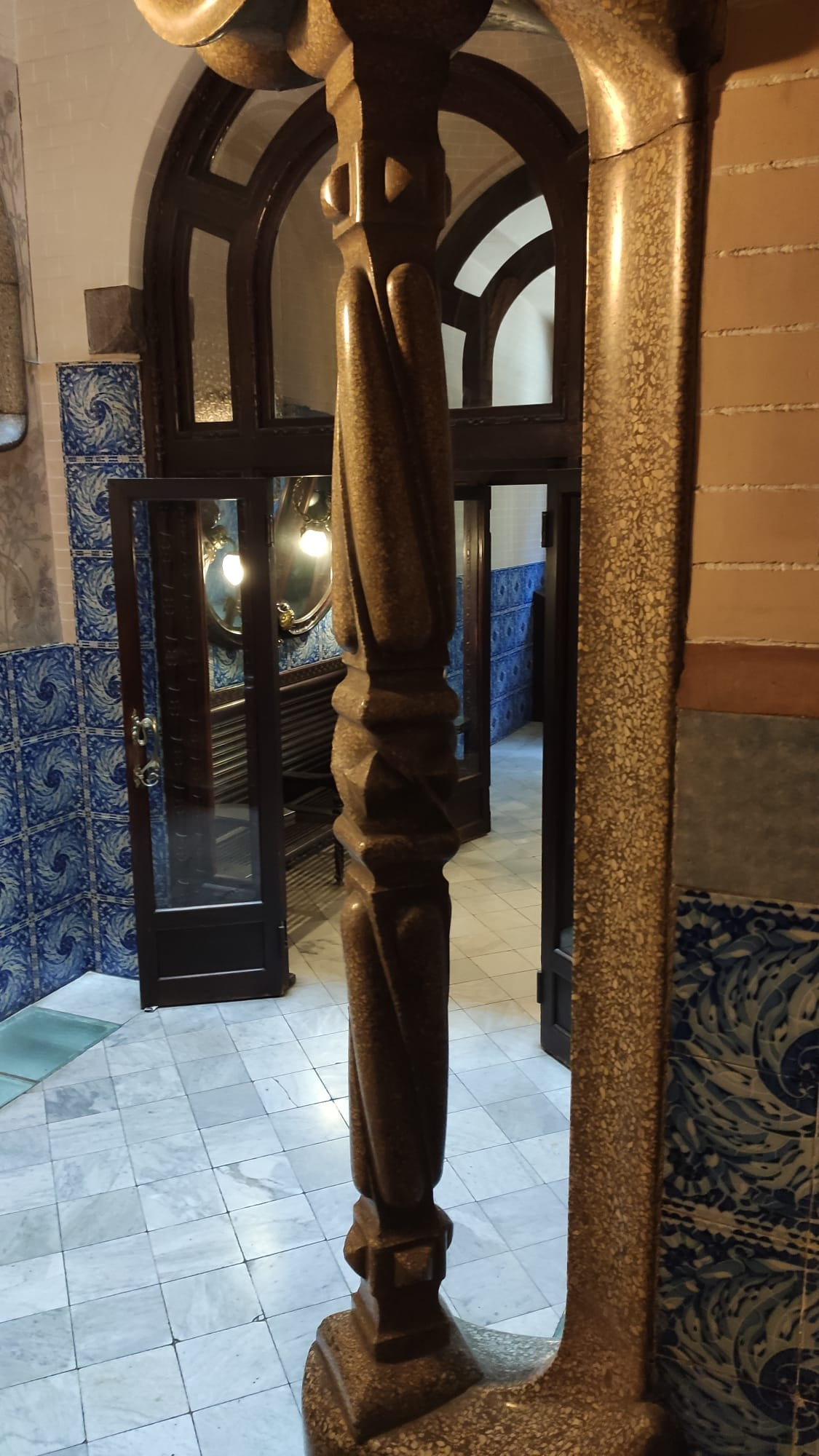
Poteau à l'entrée de la cage d'escalier
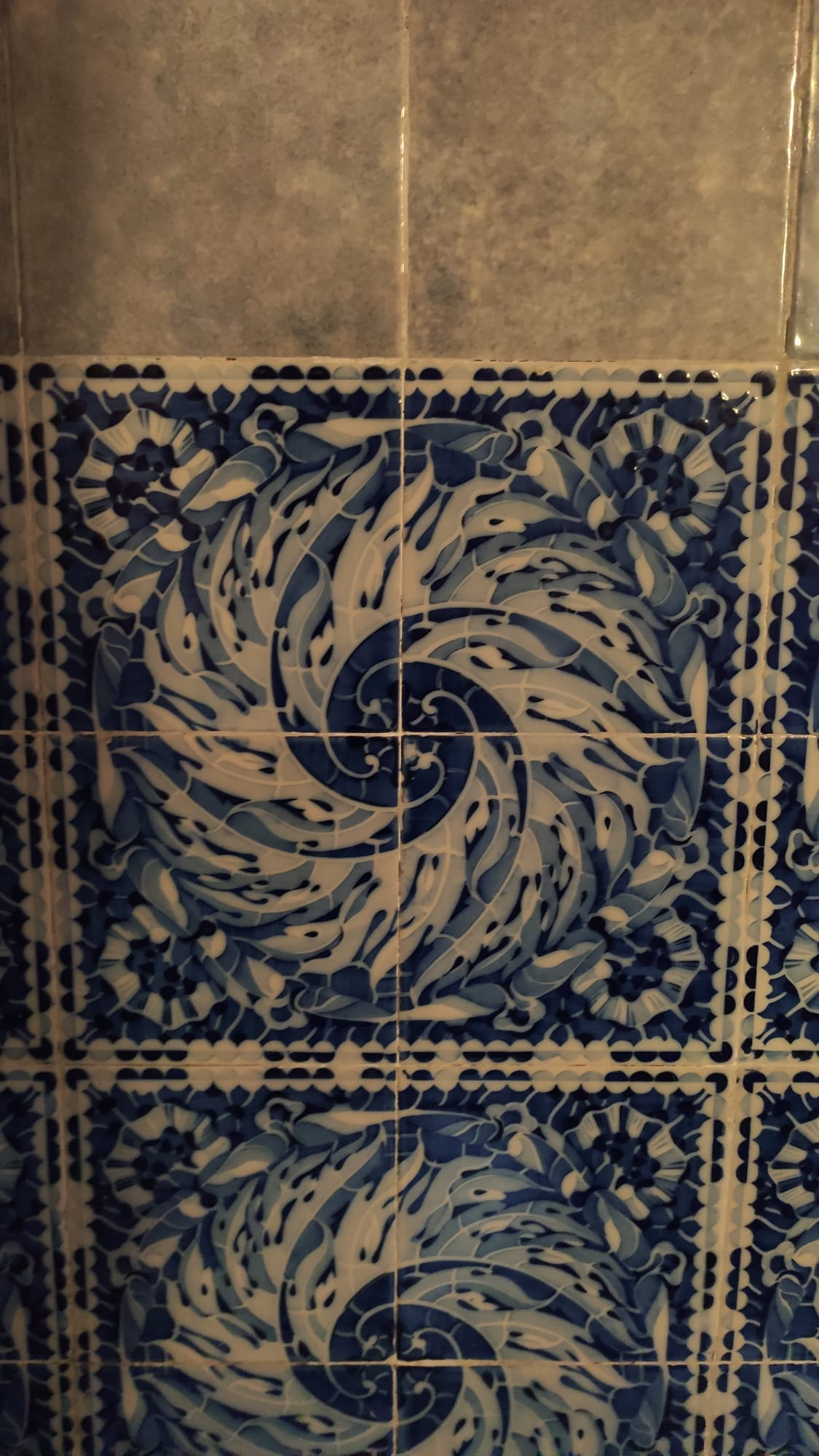
Carreau de céramique sur le mur de la cage d'escalier
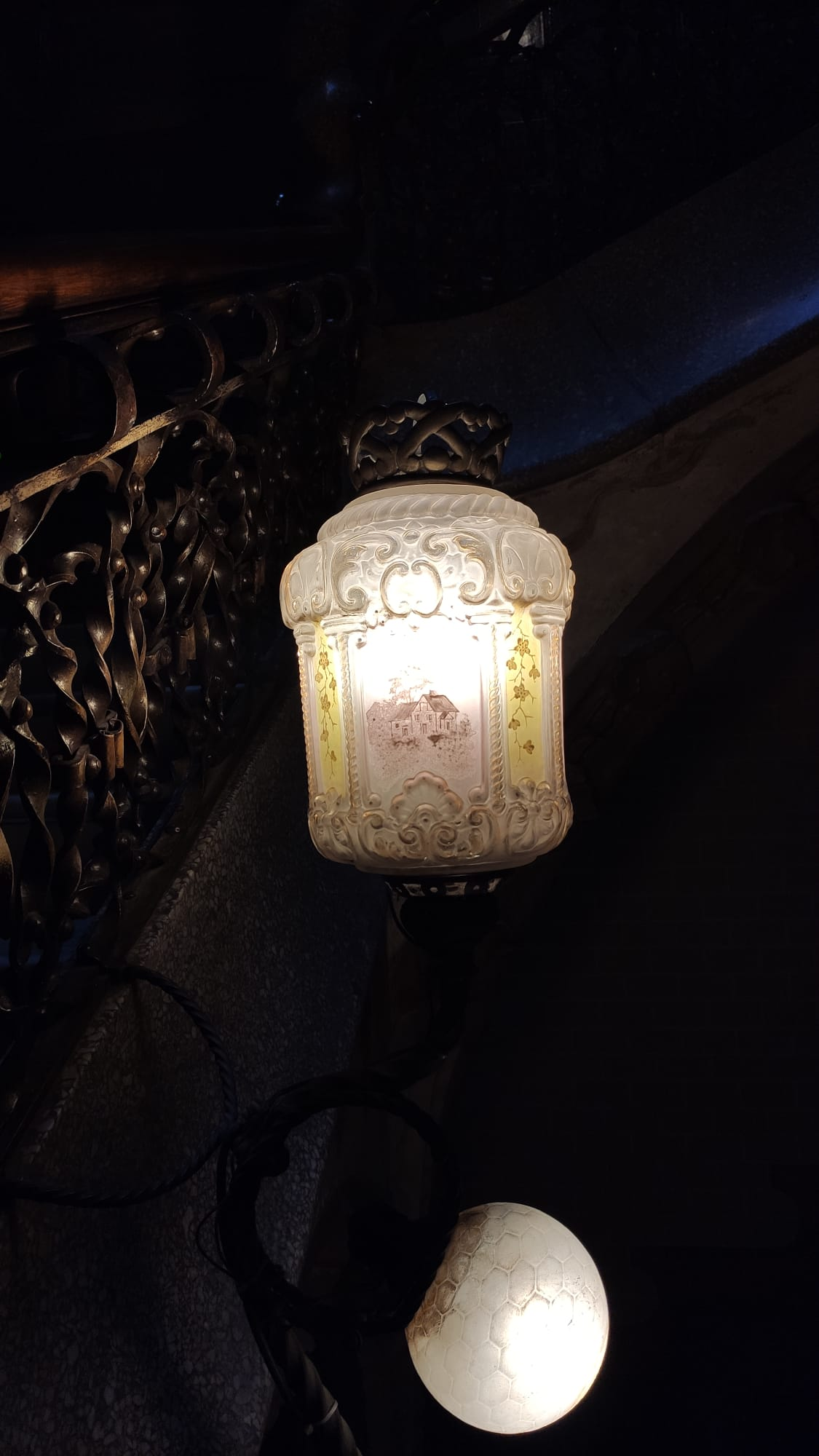
Cache ampoule décoré dans la cage d'escalier
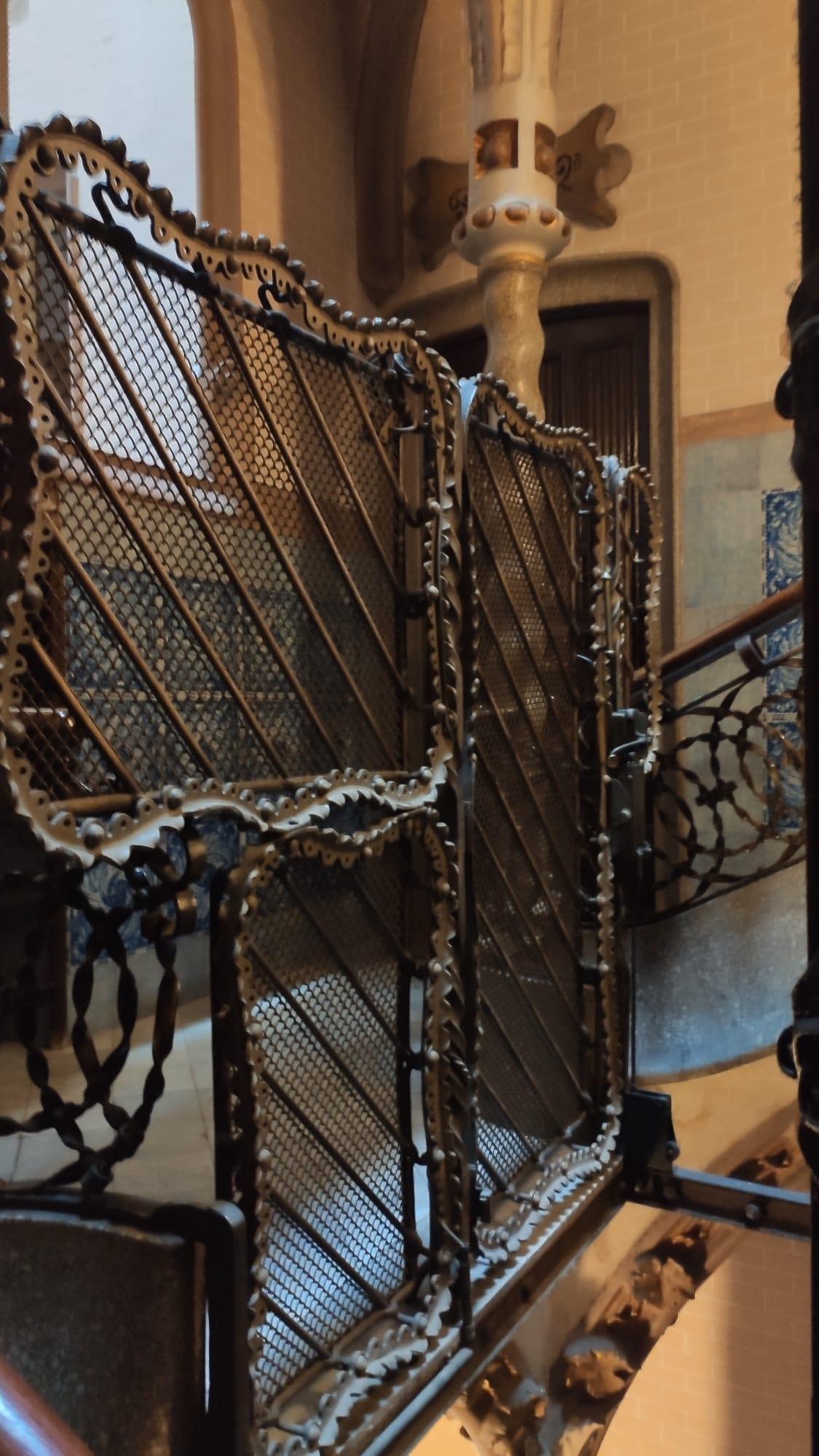
Grille en fer forgée protégeant l'accès à l'ascenseur
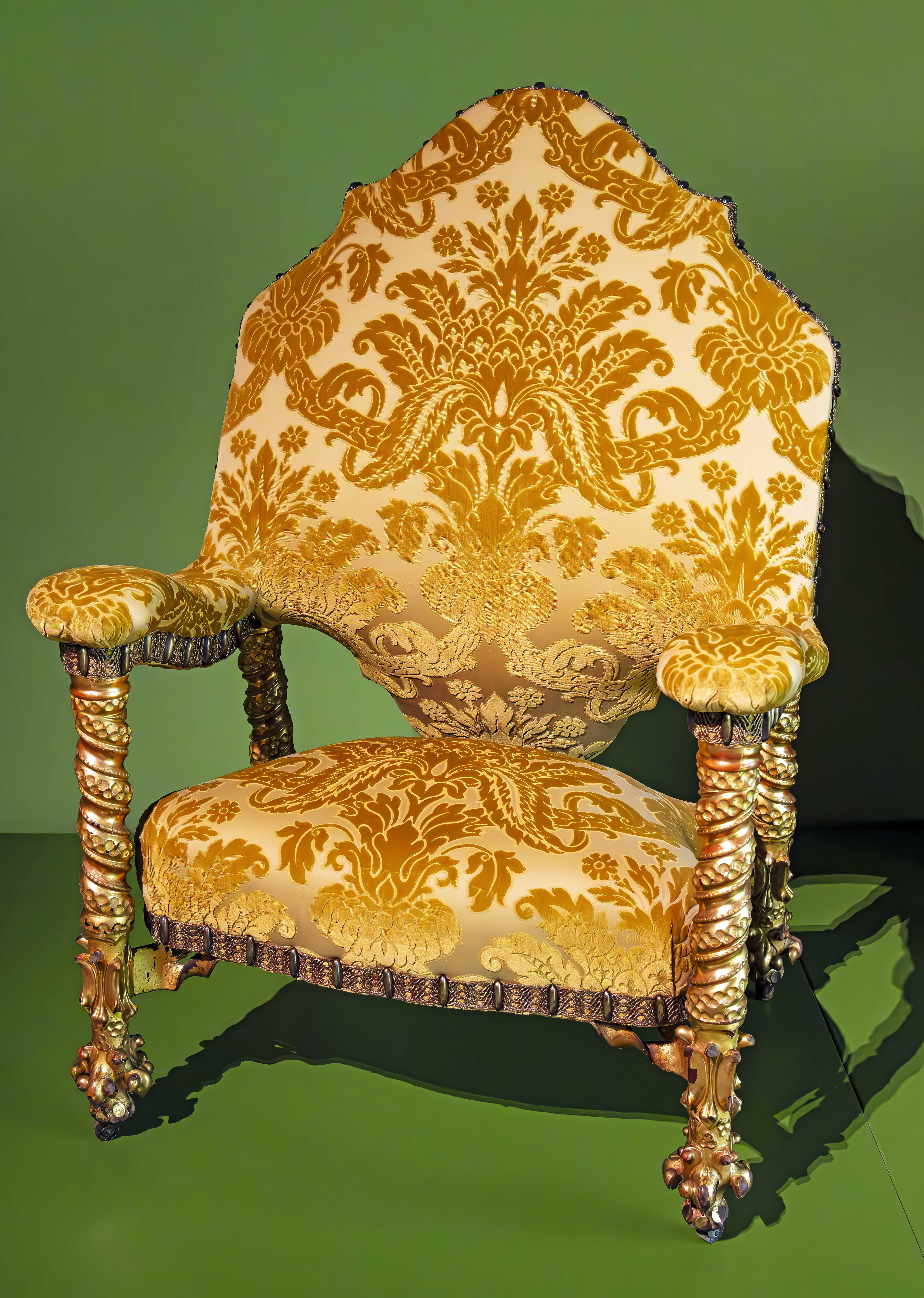
Fauteuil du salon au rez-de-chaussée MNAC
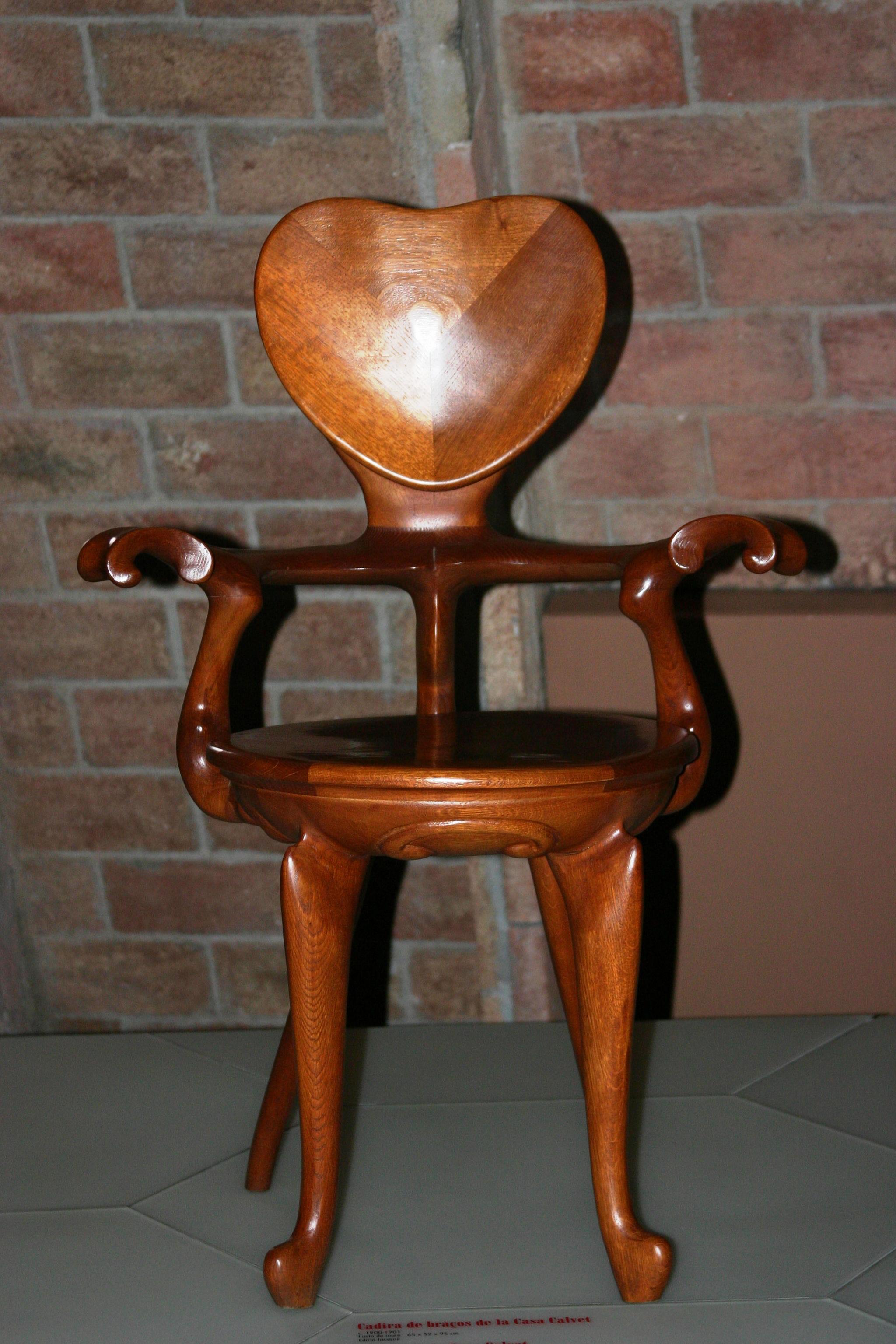
Une chaise.
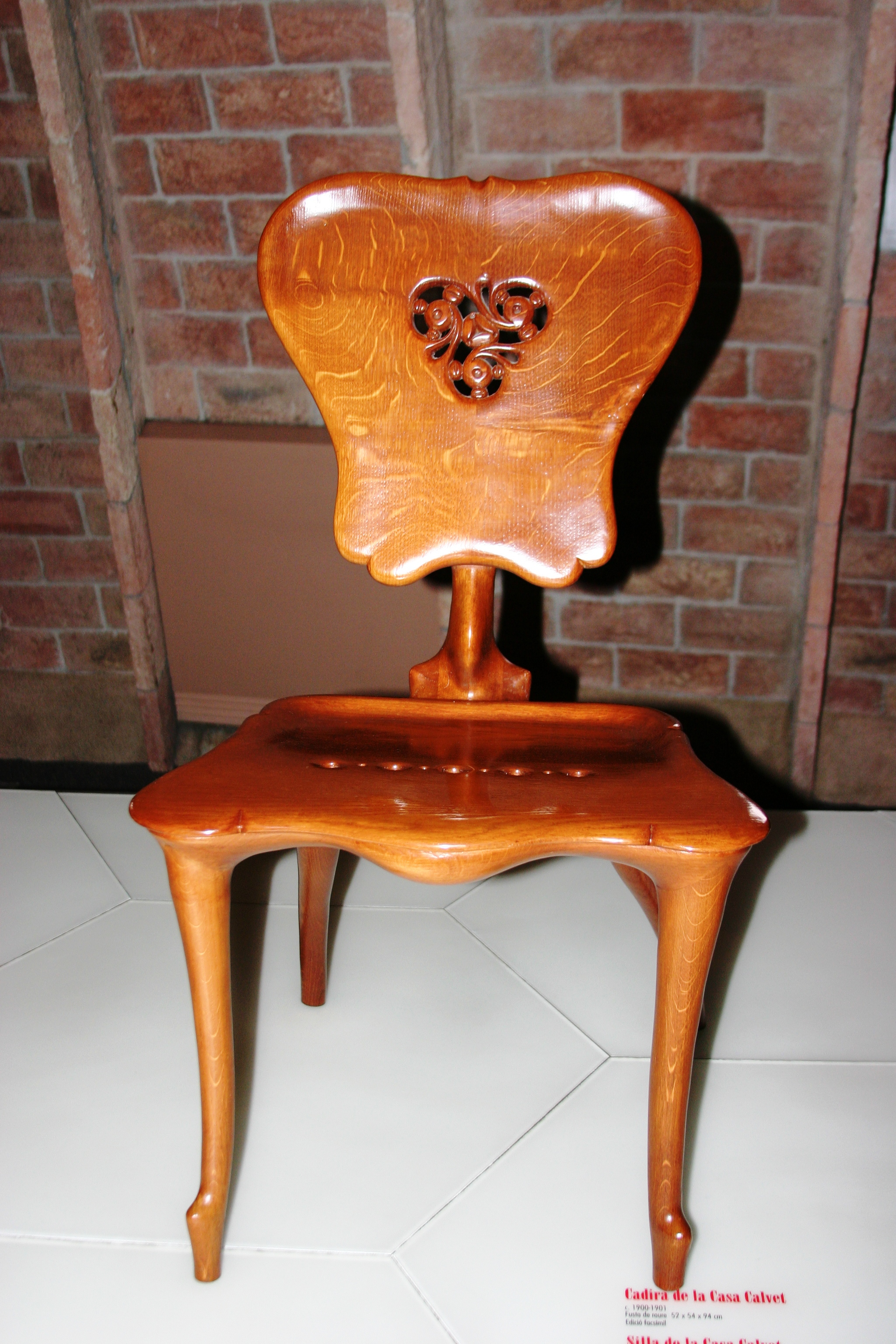
Autre chaise.